# ジョンストン (DD-557)
ジョンストン (USS Johnston, DD-557) は、アメリカ海軍の駆逐艦。フレッチャー級。艦名は南北戦争で活躍したジョン・V・ジョンストン大尉に因む。本艦はジョンストンの名を持つ初めての艦であった。
1944年10月25日に発生したサマール島沖海戦で戦艦大和を含む強力な日本艦隊（栗田艦隊）を相手に果敢な戦闘を行ったことで知られる。この海戦で、「ジョンストン」は第十戦隊（矢矧、浦風、磯風、雪風、野分）の集中砲火を浴びて沈没した。

## 艦歴

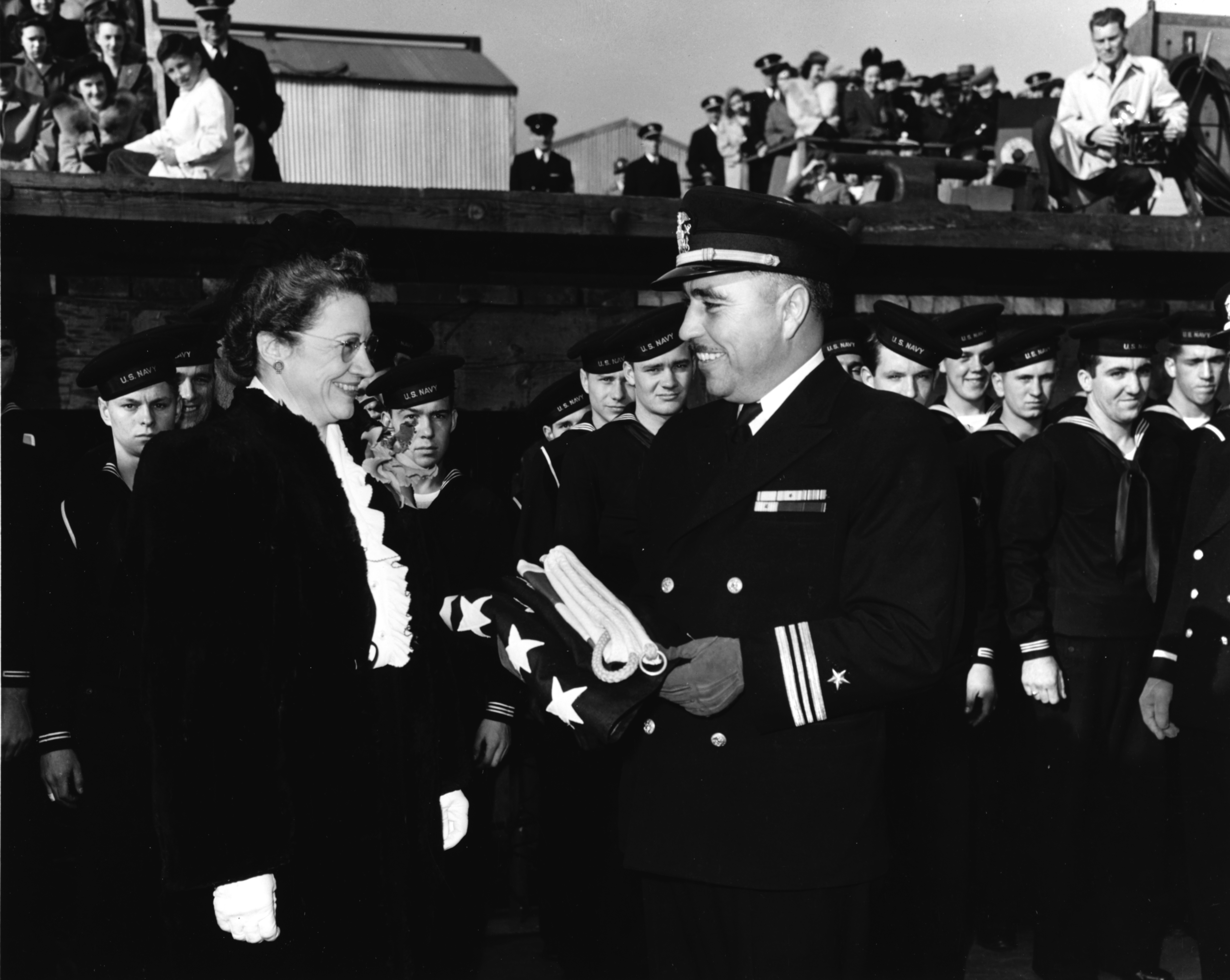
「ジョンストン」の就役式典におけるエヴァンズ艦長。

「ジョンストン」は1942年5月6日にワシントン州シアトルのシアトル・タコマ造船所で起工し、ジョンストン大尉の親戚にあたるマリー・S・クリンガー夫人の手で1943年3月25日に進水、1943年10月27日にチェロキー族とクリーク族の血を引くネイティブアメリカンであるアーネスト・E・エヴァンズ少佐の指揮の下に就役した。
「ジョンストン」が就役した日、エヴァンズ少佐はジョン・ポール・ジョーンズの言葉を引用して乗員に訓示を行った。

### 第二次世界大戦
マーシャル諸島の戦いで「ジョンストン」は1944年2月1日にクェゼリン環礁の沿岸を砲撃し、2月17日から22日にかけてエニウェトク環礁を砲撃。上陸部隊を直接支援し、いくつかの掩蔽壕を破壊、砲火の下で海岸沿いの防壁を確保した。

### 伊176撃沈
ソロモン諸島で哨戒任務中だった3月28日、「ジョンストン」はカロリン諸島カピンガマランギ環礁を砲撃した。海岸沿いの監視塔1棟といくつかの堡塁、トーチカと防空壕を砲撃した。2日後、ブーゲンビル島エンプレス・オーガスタ湾南東のモリリカ川河口部へ入り、その地域に激しい砲撃を浴びせた。その後、ブーゲンビル島沖合で対潜哨戒任務に加わった。5月16日、ブカ島北方にて哨戒中の駆逐艦「フランクス(USS Franks DD-554)」「ハガード(USS Haggard DD-555)」「ジョンストン」は、哨戒機から「敵潜水艦発見」の報告をうけ、対潜掃蕩をおこなう。これはブカ島輸送（もぐら輸送）のため行動中の日本海軍の潜水艦「伊176」であった。各艦は協同して爆雷攻撃を実施、翌朝になり浮遊物を発見した。これが「伊176」の最期であったと認定されている。

### グアムの戦い
ソロモン諸島での3ヵ月の哨戒任務の後、「ジョンストン」はグアムの戦いに参加する準備のためマーシャル諸島へ向かった。7月21日、グアム島砲撃のため戦艦「ペンシルバニア」と会合。「ジョンストン」は7月29日までに4,000発以上の砲弾を発射した。その正確な砲撃は日本軍の重砲陣地を沈黙させ、多くの掩蔽壕や建物を破壊した。続いてペリリューの戦いで航空支援を行う護衛空母を護衛した。

### フィリピンの戦い
アドミラルティ諸島ゼーアドラー湾で補給の後、10月12日に出港した「ジョンストン」はレイテ島の戦いでレイテ島とレイテ湾上空の制空権を確保する護衛空母群の護衛に向かう。10月20日からは上陸部隊への砲撃支援を行ったほか、物資輸送中の敵の車列を撃破した。「ジョンストン」はクリフトン・スプレイグ少将の旗艦「ファンショー・ベイ」以下護衛空母6隻、駆逐艦2隻、護衛駆逐艦4隻と共に第77.4.3任務隊（通称「タフィ3」）を構成した。タフィ3はトーマス・スプレイグ少将の第77.4任務群に属する3つの護衛空母部隊の1つであった。

### サマール島沖海戦
1944年10月25日の夜明け後、上空警戒機の1機が栗田健男中将率いる日本の中央艦隊が接近中であるという警報を発した。「タフィ3」に真っすぐ向かっていたのは、栗田中将（旗艦「大和」）が指揮する第二艦隊第一遊撃部隊（通称栗田艦隊または栗田部隊）であった。この日の栗田艦隊は以下の合計23隻編成であった。
- 戦艦4隻：第一戦隊（大和[注 3]、長門）、第三戦隊（金剛、榛名）
- 重巡洋艦6隻：第五戦隊（羽黒[注 4]、鳥海[注 5]）、第七戦隊（熊野、鈴谷、利根、筑摩）
- 二個水雷戦隊
  - 第二水雷戦隊：軽巡洋艦「能代」、第2駆逐隊（早霜、秋霜）[注 6]、第31駆逐隊（岸波、沖波）[注 7]、第32駆逐隊（浜波、藤波）、駆逐艦「島風」
  - 第十戦隊：軽巡洋艦「矢矧」、第17駆逐隊（浦風、磯風、雪風）[注 8]、第4駆逐隊（野分）[注 9]

T・スプレイグ少将は「どの艦にせよ、5分間の大口径砲をくらって生き延びる艦はいそうになかった」と回想する。「ジョンストン」の砲術士官であったロバート・C・ヘーゲン大尉は後に「我々は投石器を持たない少年ダビデのような気分だった」と述べている。「ジョンストン」をふくめ7隻の駆逐艦は米軍護衛空母6隻と日本艦隊の間をジグザグ航行しつつ、護衛空母を隠すため2,500ヤード (2,300 m) 以上前方に煙幕を展開した。

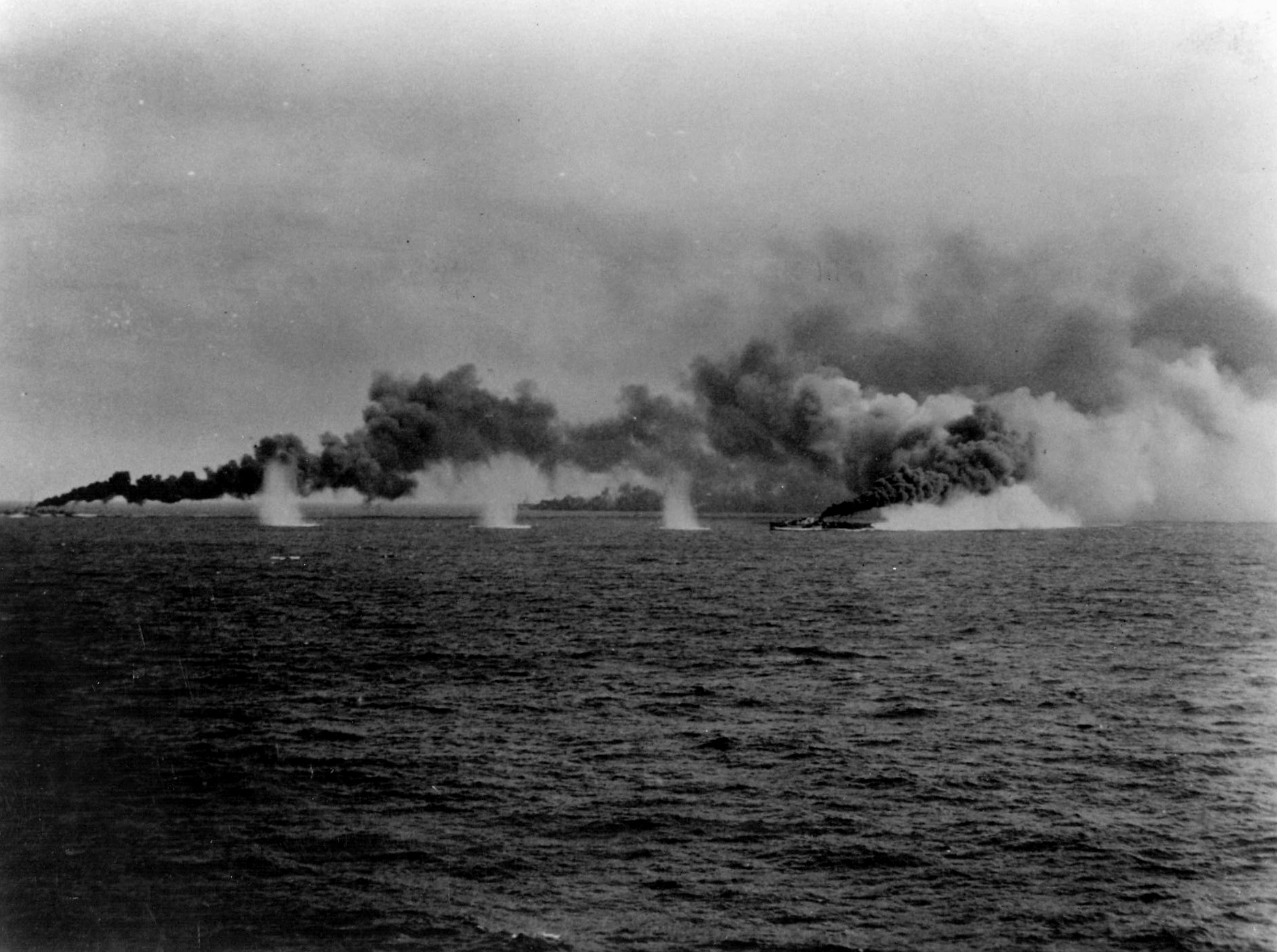
砲弾が降り注ぐ中で煙幕を張るタフィ3の駆逐艦。

栗田長官ふくめ第一遊撃部隊は、目標が低速のアメリカ軍護衛空母群だったにもかかわらず、敵を高速を発揮する正規空母機動部隊と誤認した。まず戦艦で射撃を実施、高速の巡洋艦を突出させて敵空母に有効な打撃をあたえ、第二水雷戦隊と第十戦隊の投入は見合わせることにした。米空母群はスコールに逃げ込み、警戒の駆逐艦は煙幕を展開して退却を掩護した。米空母群が見えなくなったので、栗田艦隊の戦艦群はアメリカ側駆逐艦（日本側は巡洋艦と艦隊型駆逐艦と誤認）に目標を定めた。
最初の20分間、日本軍の大型艦が持つ大口径砲は「ジョンストン」の5インチ砲の射程外から攻撃していたため反撃できなかった。「ジョンストン」にむけ主砲弾を放ったのは、「大和」と「長門」と思われる。命令を待つことなく、エヴァンズ中佐は陣形から離れると攻撃をかけるべく栗田艦隊にむけ真っすぐ突き進むように命じた。東側にはさらに3隻の巡洋艦と数隻の駆逐艦が現れた。
距離が10マイル10マイル (16 km) 内に縮まるとすぐに、「ジョンストン」は一番近くにいた重巡洋艦「熊野」を砲撃した。また重巡「羽黒」も「ジョンストン」と思われる艦から砲撃された。羽黒側は「敵巡洋艦、敵駆逐艦」（駆逐艦と護衛駆逐艦の誤認）と交戦し、駆逐艦に対して7時15分に距離12,100メートル (7.5 mi) で三斉射を放ち、命中弾を観測したが煙幕で見失った。
第七戦隊司令官・白石萬隆少将座乗の熊野は煙幕を出入りする巡洋艦と駆逐艦（「ジョンストン」等の誤認）を砲撃しようとしたが、効果的な射撃はできなかった。魚雷の射程内に入り込む5分間、「ジョンストン」は200発以上の弾を発射し、それから水雷士官ジャック・K・ベックデル大尉の指揮の下で魚雷攻撃を敢行。10本の魚雷を全て発射すると、反転し濃い煙幕の向こうへ退避した。「大和」は主砲と副砲を併用して「〇七二五敵大巡一隻撃沈」を記録するが、これは煙幕に入った「ジョンストン」を誤認したと思われる。
午前7時24分、魚雷1本が「熊野」の艦首部分に命中した。艦首を失った「熊野」は最大速力14ノット (26 km/h) となり、落伍した。第七戦隊司令官は旗艦を「熊野」から重巡「鈴谷」に変更した。健在の重巡4隻（第五戦隊〈羽黒、鳥海〉、第七戦隊〈筑摩、利根〉）はアメリカ軍駆逐艦や空襲に対処しつつ、ひきつづき米空母群を追撃した。第五戦隊は大型巡洋艦（ジョンストンと推定）と交戦しつつ米空母群を追撃した。
この頃、「ジョンストン」には「大和」主砲の46cm砲弾と副砲の15.5cm砲弾、あるいは「羽黒」の20cm砲弾がふりそそいでいた。6インチ砲弾が後部煙突に1発、艦橋に2発が命中し、続いて戦艦「金剛」からの14インチ砲弾3発も被弾した。「ジョンストン」の先任将校は「まるで子犬がトラックにひきつぶされるようであった」と回想している。日本側の砲弾は徹甲弾だったので駆逐艦の薄い装甲に命中しても突き抜けてしまい爆発しなかったが、「損傷なし」というわけにはいかなかった。14インチ砲弾は左舷の機関歯車とタービン、後部ボイラーにそれぞれ命中し左舷推進軸が停止した。この損傷により速力は17ノット (31 km/h) に低下した。さらに操舵機と5インチ砲3基への動力が失われ、ジャイロコンパスは役に立たなくなった。低く垂れこめたスコールが現れたため、「ジョンストン」は逃げ込んで数分間応急修理と復旧作業を行った。艦橋内は死傷者が横たわり血の海となっていた。エヴァンズ中佐は破片を浴びて上半身が傷だらけになり、さらに左手の指2本を失ったが、傷口を自らハンカチで縛ると駆け付けた救護班に対し、自身に構わず他の負傷者を看るように命じ指揮を継続した。
7時50分、T・スプレイグ少将は駆逐艦に対して魚雷攻撃を命じた。「ジョンストン」は機関に損傷を受けていたが、他の駆逐艦を砲撃で援護しつづけた。煙幕から現れた時、危うく駆逐艦「ヒーアマン (USS Heermann DD-532)」と衝突しそうになった。8時20分、煙幕から抜け出た「ジョンストン」は左舷方向わずか7,000ヤード (6,400 m) の距離に「金剛」を発見し、それに向かって45発の5インチ砲弾を浴びせかけ上部構造物に複数の命中を記録した。「金剛」からの主砲による反撃は全て外れた。
つづいて「ジョンストン」は敵巡洋艦に砲撃されている護衛空母「ガンビア・ベイ (USS Gambier Bay CVE-73)」を確認し、砲撃を「ガンビア・ベイ」から遠ざけるべく巡洋艦に攻撃をかけ、重巡洋艦に対して4発の命中を記録した。米空母群に接近した第五戦隊（羽黒、鳥海）の周辺には着色された巨大な水柱が立ち、この頃に被弾した「鳥海」は落伍した。
さらに、「ジョンストン」は日本の水雷戦隊が護衛空母群へ急速に接近しつつあるのを視認し、阻止を試みる。この水雷戦隊は、第十戦隊司令官・木村進少将が指揮する軽巡洋艦「矢矧」（第十戦隊旗艦）と第17駆逐隊司令・谷井保大佐指揮下の陽炎型駆逐艦4隻（浦風、磯風、雪風、野分）であった。8時48分、木村司令官は「空母二隻　我ヨリノ方位二一〇度二〇,〇〇〇米　我空母二隻ニ突撃ス」と報告し、各艦に魚雷戦の準備を命じた。第十戦隊が魚雷を発射する前、「ジョンストン」は先頭の「矢矧」と交戦し12発の命中弾を観測して進路を妨害すると、後続する駆逐艦「浦風」（第17駆逐隊司令駆逐艦）と戦って命中弾を観測した。「矢矧」は「ジョンストン」に対してまず8cm高角砲を発射し、続いて「ジョンストン」の行動を魚雷発射とみて右舷側に回避行動をとった。第十戦隊の右側への回避行動は第二水雷戦隊（司令官・早川幹夫少将）の進撃を妨げる結果となり、二水戦は空母群への射点につくことができなくなった。前述のように「ジョンストン」は既に魚雷を撃ち尽くしていたが、第十戦隊（矢矧）は「ジョンストンが魚雷を発射した」と誤認したのである。旗艦が回避行動をとったのをみて、後続の第17駆逐隊も「矢矧」同様に右側へ回避行動をとった。態勢を立て直した「矢矧」は9時5分に魚雷7本を発射、続いて敵駆逐艦に砲撃をくわえ9時15分にに沈没したと記録している。この駆逐艦は「サミュエル・B・ロバーツ (USS Samuel B. Roberts DE-413)」であった。交戦中、「矢矧」の右舷士官室に「ジョンストン」の主砲弾1発が命中した。第17駆逐隊は9時15～23分までに距離10,000メートル (6.2 mi) で魚雷約20本（浦風4、磯風8、雪風4、野分推定4）を発射したが、命中しないか、艦砲射撃や艦載機の銃撃で爆破された。第十戦隊は「エンタープライズ型空母撃沈1、沈没確実1、駆逐艦撃沈3」と報告した。
「ジョンストン」は被弾によって2番砲が破壊され、3番砲直下にも命中弾を受けた。動力が失われているため揚弾機は使えず、1発あたり54ポンド (24 kg) ある砲弾を乗員が弾薬庫から人力で担ぎ上げた。艦橋は40mm機関砲用即応弾庫への被弾によってもたらされた火災と爆発によって惨状をさらしていた。艦尾に移り指揮を継続していたエヴァンズ中佐は、手動で舵を動かす乗員たちへ開け放ったハッチ越しに命令を叫んでいた。主砲塔の1つでは、一人の砲手が「もっと砲弾を！もっと砲弾を！」と叫んでいた。「ジョンストン」は、いまだ生き残っている5隻の護衛空母に日本の巡洋艦と駆逐艦が到達するのを防ぐため戦っていた。
奮闘する「ジョンストン」にも9時30分までには最期の時が訪れようとしていた。「ヒーアマン」は護衛空母を守りながら南へ撤退し、護衛空母「ガンビア・ベイ」と駆逐艦「ホーエル」は既に海面上になく、「サミュエル・B・ロバーツ」は「矢矧」にとどめをさされて沈没した。米空母群に魚雷を発射したあとの第十戦隊は、再び「ジョンストン」に狙いを定めた。「矢矧」は15cm主砲を撃ちこんだ。9時30分の時点で「ジョンストン」は沈没しかかっており、乗組員の一部は脱出しつつあった。「矢矧」は「ジョンストン」を砲撃したあと、麾下駆逐艦に砲撃で処分するよう命じた。第17駆逐隊（浦風、磯風、雪風、野分）は「ジョンストン」を包囲すると、集中砲火を浴びせた。同時刻、栗田部隊から落伍していた重巡「鈴谷」も距離18キロメートル (11 mi) 先に日本側水雷戦隊（第十戦隊）と米軍防空巡洋艦らしき1隻との交戦を目撃、12.4キロメートル (7.7 mi) に接近して20cm砲40発を発射した。「鈴谷」側は、至近弾により目標の傾斜が増大するのを確認した。
9時45分にエヴァンズ艦長は総員退艦を令し、10時10分に「ジョンストン」は転覆した。1隻の日本の駆逐艦が接近し、炎上する「ジョンストン」の艦体に止めの砲撃を加えた。生存者は、その駆逐艦から爆雷や機銃で殺傷されるのではないかと心配し、実際に艦橋にいる艦長が対空砲の方を向いて何かを指示するのが見えた。だが生存者の予想に反し、艦長は漂流する生存者に向き直ると直立不動の姿勢で彼らに敬礼を送った。また、その駆逐艦が通り過ぎる際に1人の乗員が何かを投げていった。誰かが手榴弾だと叫んだが、生存者の一人であったクリント・カーター（5番砲班長）が漂うその物体に近寄ってみたところアーカンソー州で製造されたトマトの缶詰であり、3年前の日米開戦直前に日本へ輸出されたものであった。日本側の証言にも、駆逐艦「雪風」の艦長・寺内正道中佐が咄嗟に「ジョンストン」に対し発砲した機銃手に向け「酷いことをするな」と怒鳴り、攻撃中止を命じたことが伝えられている。「雪風」艦橋にいた柴田正（砲術長）は「艦橋にいた我々は敵勇者の最後を弔って挙手の礼を捧げた」と回想している。「雪風」は「ジョンストン」の兵が救命ボートを下しているすぐ傍をすれ違い、田口康生（航海長）は「お互いの顔まで見えた」と語った。
第17駆逐隊をふくめ日本艦隊は去っていったものの、2隻の救命ボートと2隻の筏に分乗した「ジョンストン」の生存者は長時間の過酷な漂流を強いられることになった。友軍のアヴェンジャー雷撃機が漂流者たちを発見したものの、間違った位置を通報したため救助隊が全く異なる場所を捜索したからであった。漂流中、「ジョンストン」の生存者は鮫の襲撃や衰弱、体温より低い夜間の海水温による低体温症といった脅威に耐えねばならず、途中で力尽きる者もいた。自軍の生存者を探す日本の駆逐艦が接近してきたことが一度あったが、日本軍の捕虜収容所における厳しい扱いの噂を聞いていたため息をひそめてやり過ごした。生き残った者は「ジョンストン」の沈没から3日後の早朝に歩兵揚陸艇（LCI）に発見され、救助のうえで病院船に収容された。
「ジョンストン」の全乗員327名のうち生還したものは141名だった。186名が戦死した。そのうち約50名は戦闘によって命を落とし、45名が負傷により漂流中に死亡、艦長エヴァンズ中佐を含む残り92名は退艦したものの行方不明となった。

## 受章等
「ジョンストン」は合計6個の従軍星章を受章し、「ジョンストン」を含む第77.4.3任務群はサマール島沖における勇敢な戦いから殊勲部隊章を贈られた。また戦死したエヴァンズ中佐は名誉勲章を授けられた。チェスター・ニミッツ提督は、著書『ニミッツの太平洋海戦史』で「ジョンストン」を含めた米軍駆逐艦を以下のように評している。

### 献名
ギアリング級駆逐艦の1隻が「ジョンストン  (USS Johnston DD-821)」と名付けられ、アメリカ海軍を退役後は台湾海軍の「正陽 (DD-928) 」として2003年まで使用された。また、ディーレイ級護衛駆逐艦「エヴァンズ (USS Evans DE-1023)」及びアーレイ・バーク級ミサイル駆逐艦「アーネスト・E・エヴァンス (USS Ernest E. Evans DDG-141)」は艦長のエヴァンズ中佐に因み命名された。

## 残骸の発見
2019年10月30日、実業家ポール・アレンが設立したバルカン社が、調査船「ペトレル」でフレッチャー級駆逐艦の残骸をフィリピン海の水深6,220メートル (20,410 ft) の海底で発見した旨、発表した。記録された沈没位置、外観上の特徴から、「ジョンストン」のものであると推定された。
2021年3月31日、アメリカの海洋調査企業・カラダン・オーシャニック社（Caladan Oceanic）の深海探査艇「リミティング・ファクター」がフレッチャー級駆逐艦の艦首から艦橋までの115mに及ぶ残骸を新たに発見した。艦首にはハルナンバーの「557」が残っていたため、正式に「ジョンストン」のものと確認された。残骸は水深21,180 ft (6,460 m) で発見され、2022年6月25日に「サミュエル・B・ロバーツ」が水深6,900メートル (22,600 ft) で発見されるまで、史上最も深い位置で発見された船だった。カラダン・オーシャニック社が公表したビデオには、「ジョンストン」の艦首、艦橋、銃座、魚雷発射管が確認できる。

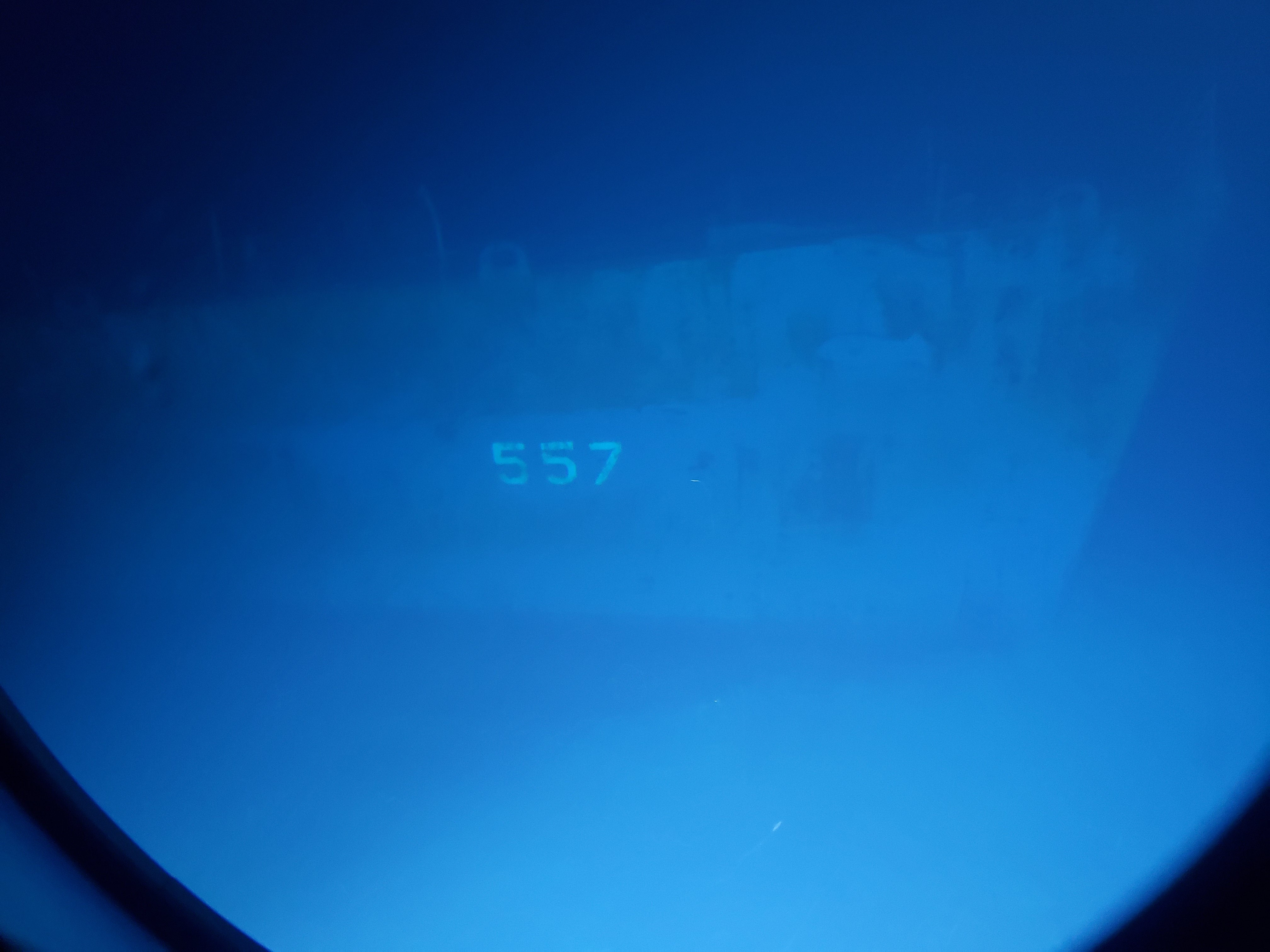
1 沈船「ジョンストン」の右舷船首
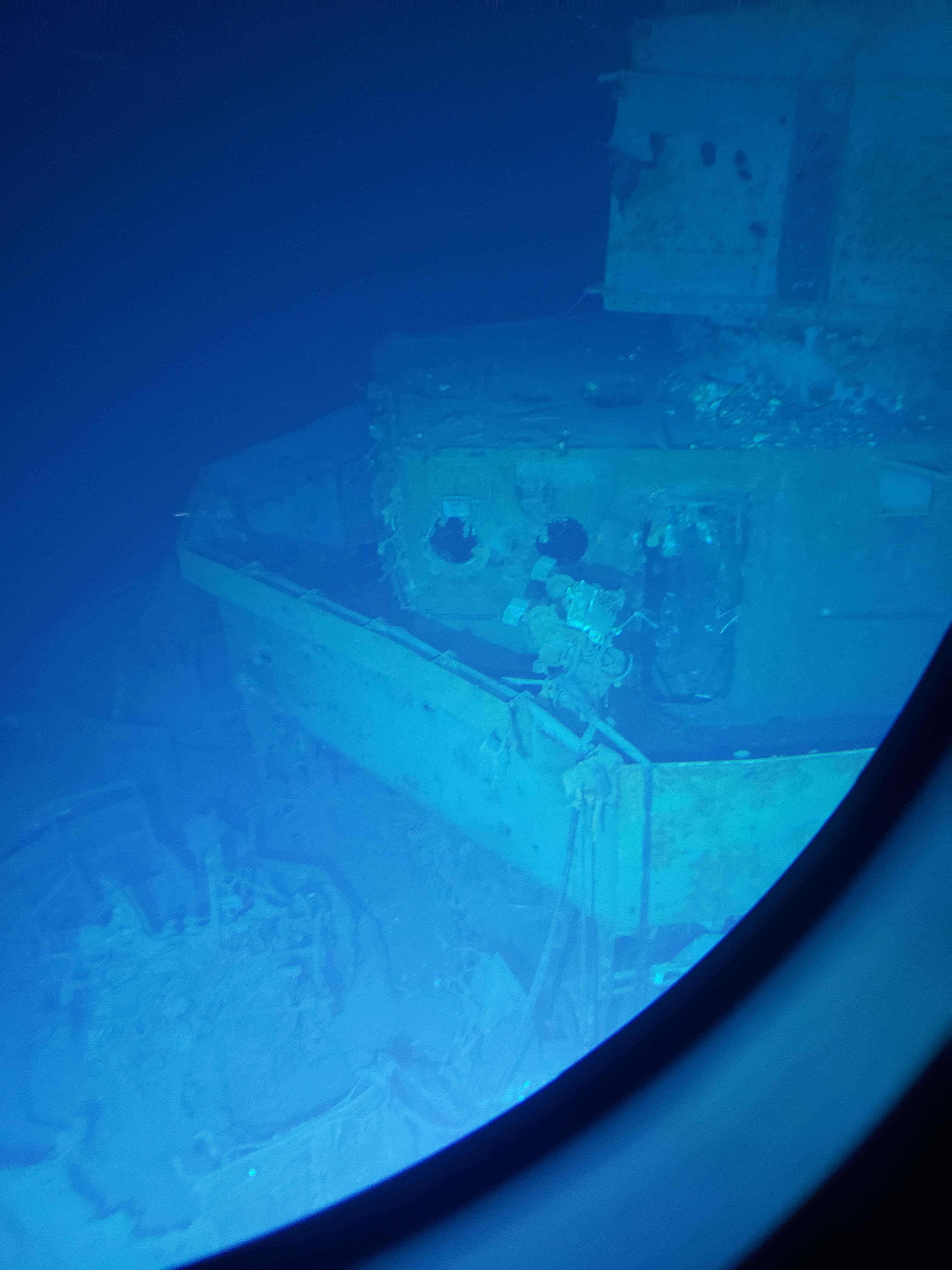
2 「ジョンストン」の艦橋とMK37砲火管制システム（上）
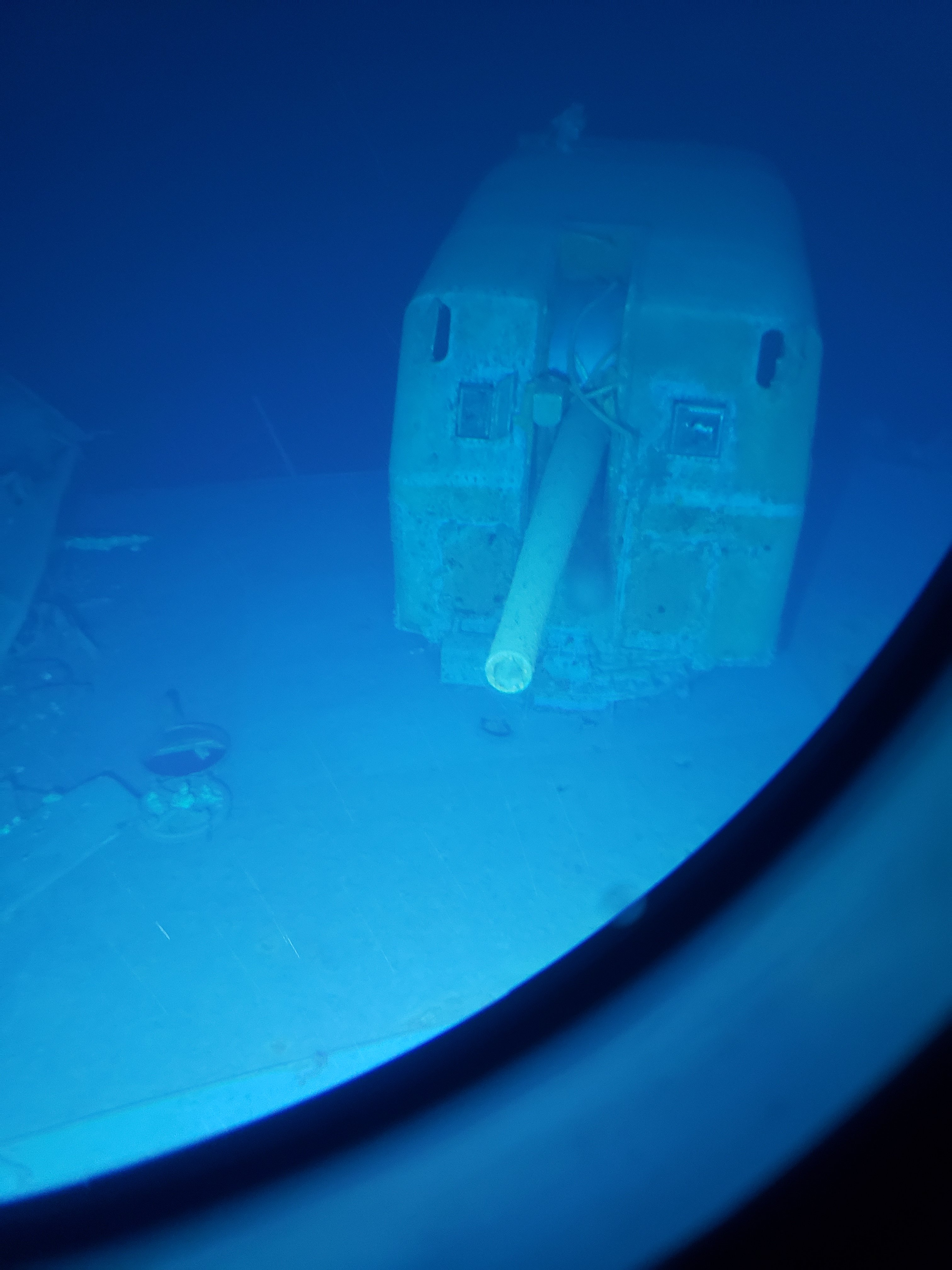
3 「ジョンストン」の船首にある砲塔No. 51